# 孙端街道
孙端街道，原为孙端镇，是中华人民共和国浙江省紹興市越城区下辖的一个街道。
在绍兴县改名为柯桥区之前，它属于绍兴县。2019年10月15日，浙江省人民政府批复同意孙端镇撤镇设街道。

## 行政区划
孙端街道现辖：
孙端居委会、孙端村、前双盆村、新河村、镇塘殿村、榆林村、安桥头村、吴融村、后双盆村、张家沥村、三条溇村、樊浦村、皇甫庄村、小库村、村头村、红鲍村、许家埭村。